# 크리스티안 차이츠
크리스티안 차이츠(독일어: Christian Zeitz, 1980년 10월 18일~)는 독일의 전직 핸드볼 선수로 포지션은 라이트윙이다. 현역 시절 핸드볼 분데스리가의 THW 킬 선수로 활동했고 독일 핸드볼 국가대표팀의 일원으로 뛰었다. 2004년 독일 대표팀의 일원으로 올림픽에서 은메달을 획득했다. 